# Sjöpungsnemertin
Sjöpungsnemertin (Gononemertes parasita) är en djurart som tillhör fylumet slemmaskar, och som beskrevs av Bergendal 1900. Enligt Catalogue of Life ingår Sjöpungsnemertin i släktet Gononemertes och familjen Prosorhochmidae, men enligt Dyntaxa är tillhörigheten istället släktet Gononemertes, och ordningen Hoplonemertea. Arten är reproducerande i Sverige. Inga underarter finns listade i Catalogue of Life.